# Exetastes alexejevi
Exetastes alexejevi är en stekelart som beskrevs av Kuslitzky 2007. Exetastes alexejevi ingår i släktet Exetastes och familjen brokparasitsteklar. Inga underarter finns listade i Catalogue of Life.